# Diocesi di Joppe
La diocesi di Joppe (in latino Dioecesis Ioppitana) è una sede soppressa del patriarcato di Gerusalemme e una sede titolare della Chiesa cattolica.

## Storia
Joppe, corrispondente alla città di Giaffa nell'odierno Israele, è un'antica sede vescovile della provincia romana della Palestina Prima nella diocesi civile d'Oriente. Faceva parte del patriarcato di Gerusalemme ed era suffraganea dell'arcidiocesi di Cesarea.
Il cristianesimo fece la sua apparizione a Joppe già in epoca apostolica. Gli atti degli Apostoli raccontano del miracolo operato da san Pietro, con la risurrezione della discepola Tabità (9, 36-43); e della visione che lo stesso apostolo ebbe in casa di Simone il conciatore (11, 1-18), che aprì le porte all'annuncio del vangelo anche ai non-giudei.
La diocesi è attestata solo a partire dal IV secolo, con il vescovo Eustochio, menzionato in alcuni testi copti. Nella prima metà del V secolo, Fido fu presente al sinodo di Diospoli (Lidda) del 415, dove furono condannati gli errori di Pelagio, e al concilio di Efeso del 431. Le Quien assegna a questa sede Teodoro, di cui parla lo storico Evagrio Pontico, che fu tra i vescovi ordinati da Giovenale di Gerusalemme dopo il concilio di Calcedonia. Nel VI secolo è noto il vescovo Elia, che fu presente a due concili patriarcali celebrati a Gerusalemme nel 518 e nel 536. Infine, l'ultimo vescovo conosciuto di Joppe è Sergio, che alla morte dei patriarchi Modesto (634) e Sofronio (638) procedette in modo irregolare e anticanonico all'ordinazione di vescovi, preti e diaconi.
Dal XVII secolo Joppe è annoverata tra le sedi vescovili titolari della Chiesa cattolica; la sede è vacante dal 14 ottobre 1965.

## Cronotassi

### Vescovi greci
- Eustochio † (IV secolo)
- Fido † (prima del 415 - dopo il 431)
- Teodoro † (dopo il 451)
- Elia † (prima del 518 - dopo il 536)
- Sergio † (prima del 634 circa - dopo il 638 circa)

### Vescovi titolari
- Giovanni di San Martino, O.Carm. † (17 marzo 1357 - 24 dicembre 1374 deceduto)
- Tommaso, O.P. † (23 settembre 1446 - ?)
- Henry † (15 luglio 1469 - ?)
- Ludovico Martelli † (14 gennaio 1585 - 1597 succeduto vescovo di Chiusi)
- Matteo Sanudo † (2 dicembre 1615 - 1616 succeduto vescovo di Concordia)
- Philipp Friedrich von Breuner † (9 settembre 1630 - 5 settembre 1639 confermato vescovo di Vienna)
- Georg Pauli-Stravius † (26 marzo 1640 - 7 febbraio 1661 deceduto)
- Friedrich von Tietzen-Schlütter † (31 gennaio 1678 - 4 novembre 1696 deceduto)
- Seweryn Szczuka † (26 novembre 1703 - 11 dicembre 1727 deceduto)
- Hyacinthe Le Blanc, O.S.A. † (12 aprile 1728 - ?)
- Johann Georg Joseph von Eckart † (11 settembre 1769 - 17 giugno 1791 deceduto)
- Francesco Giovanni Scutellari Ajani † (17 giugno 1793 - 18 luglio 1826 deceduto)
- Alexis-Basile-Alexandre Menjaud † (18 febbraio 1839 - 11 luglio 1844 succeduto vescovo di Nancy)
- Ludwik Łętowski † (20 gennaio 1845 - 25 agosto 1868 deceduto)[7]
- Karel Průcha † (6 marzo 1871 - 1883 nominato vescovo di České Budějovice)
- Eugene O'Connell † (29 febbraio 1884 - 4 dicembre 1891 deceduto)
- Joseph van der Stappen † (15 giugno 1893 - 28 luglio 1908 deceduto)
  - Jules-Basile Kandelaft † (25 dicembre 1893 - 24 ottobre 1902 nominato arcivescovo titolare di Palmira dei Siri)[8]
- Eugenio Massi, O.F.M. † (15 febbraio 1910 - 10 dicembre 1944 deceduto)
- Apollinaris William Baumgartner, O.F.M.Cap. † (25 agosto 1945 - 14 ottobre 1965 nominato vescovo di Agaña)